# 八頭町営バス

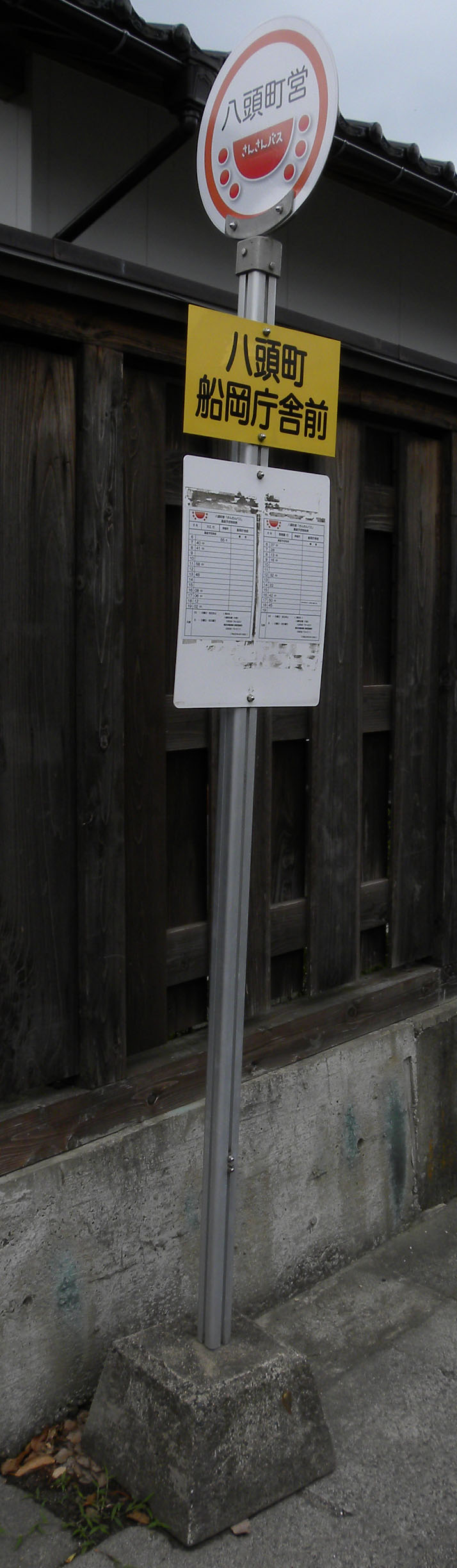
町営バスのバス停

八頭町営バス（やずちょうえいバス）は、鳥取県八頭郡八頭町で運行するコミュニティバス。愛称はやずバス。
自家用自動車（白ナンバー）による有償運送路線で、運行は鳥取自動車（鳥タク、日本交通の子会社）に委託している。

## 特徴
- 料金は大人100円、小学生・障害者等50円の均一制となっている。
- 定期券・回数券の設定もある。
- なお、他社の一般路線の乗車券類は使用できない。
- 国道29号を除き、原則としてバス停以外でも乗降可能。
- 運行は鳥取自動車（鳥タク、日本交通の子会社）に委託している。

## 歴史
- 2010年（平成22年）4月1日 - 鳥取自動車が運行していた八頭町内のクローバーバス2路線（私都線・大江線）の廃止に伴い、その2路線を引き継ぎ、さらに新たに3路線（見槻線・細見線・日下部 - 横田線）を追加し、愛称さんさんバスとして運行開始。
- 2020年（令和2年）3月6日 - 新車（日野・ポンチョ（2代目モデル）2台）導入に伴い、愛称をやずバスに変更[1]。

## 路線

### 一般路線
詳細な運行案内は#外部リンクの町営バス時刻表を参照のこと。
- 私都線
  - （八頭高校前 -） 八頭町役場本庁舎前 - 郡家駅前 - 下坂（天満屋ハピーズ郡家店） - 堀越 - 峰寺口 - 覚王寺 - 麻生 - 落岩
    - 平日・土曜1往復は大江線 - 私都線直通便（大江車庫 - 落岩間）となる。
- 大江線
  - （下坂（天満屋ハピーズ郡家店） -） 郡家駅前 - 八頭町役場本庁舎前 - 八頭高校前 - 船岡庁舎前 - 大江ノ郷自然牧場 - 大江車庫
    - 平日・土曜1往復は私都線 - 大江線直通便（落岩 - 大江車庫間）となる。
- 見槻線
  - （船岡保健センター前 -） 船岡庁舎前 - 隼駅前 - 福井 - 隼ラボ前 - 西谷 - 見槻 - 志子部
    - 土曜・休日は運休。
- 大御門・国中線
  - （下坂（天満屋ハピーズ郡家店） -） 郡家駅前 - 池田 - 土師百井 - 石田百井 - 国中一区（河原駅） - 万代寺 - （かわはら八頭フルーツライン経由） - 西御門・大門
    - 土曜・休日は運休。
    - 西御門 - 大門間は、大門行きは降車のみ、郡家駅前・下坂（天満屋ハピーズ郡家店）行きは乗車のみの扱いとなる。
- 皆原線
  - （八東保育所前 - 安部駅前 - 横田 -） 八東駅前 - 皆原 - 日田 - 丹比駅前
    - 土曜・休日は運休。
- 細見線
  - 丹比駅前 - 八東庁舎前 - 志谷 - 中 - 稗谷
    - 土曜・休日は運休。
- やずミニSL博物館線
  - 隼駅前 → ミニSL博物館前 → 大江ノ郷自然牧場 → 船岡庁舎前 → 八頭高校前 → 八頭町役場本庁舎前 → 郡家駅前
    - 3月 - 11月の土曜・休日のみ運行。

## 運行車両
- 日野・ポンチョ（2代目モデル）2台とトヨタ・ハイエース3台で運行されている。なお、2020年3月6日に日野・ポンチョ（2代目モデル）2台が導入され、従来の日野・ポンチョ（2代目モデル）2台は引退した[1]。
  - 私都線・大江線は平日・土曜が日野・ポンチョ（2代目モデル）、休日がトヨタ・ハイエースでの運行となる。
  - 見槻線・大御門・国中線・皆原線・細見線・やずミニSL博物館はトヨタ・ハイエースでの運行となる。

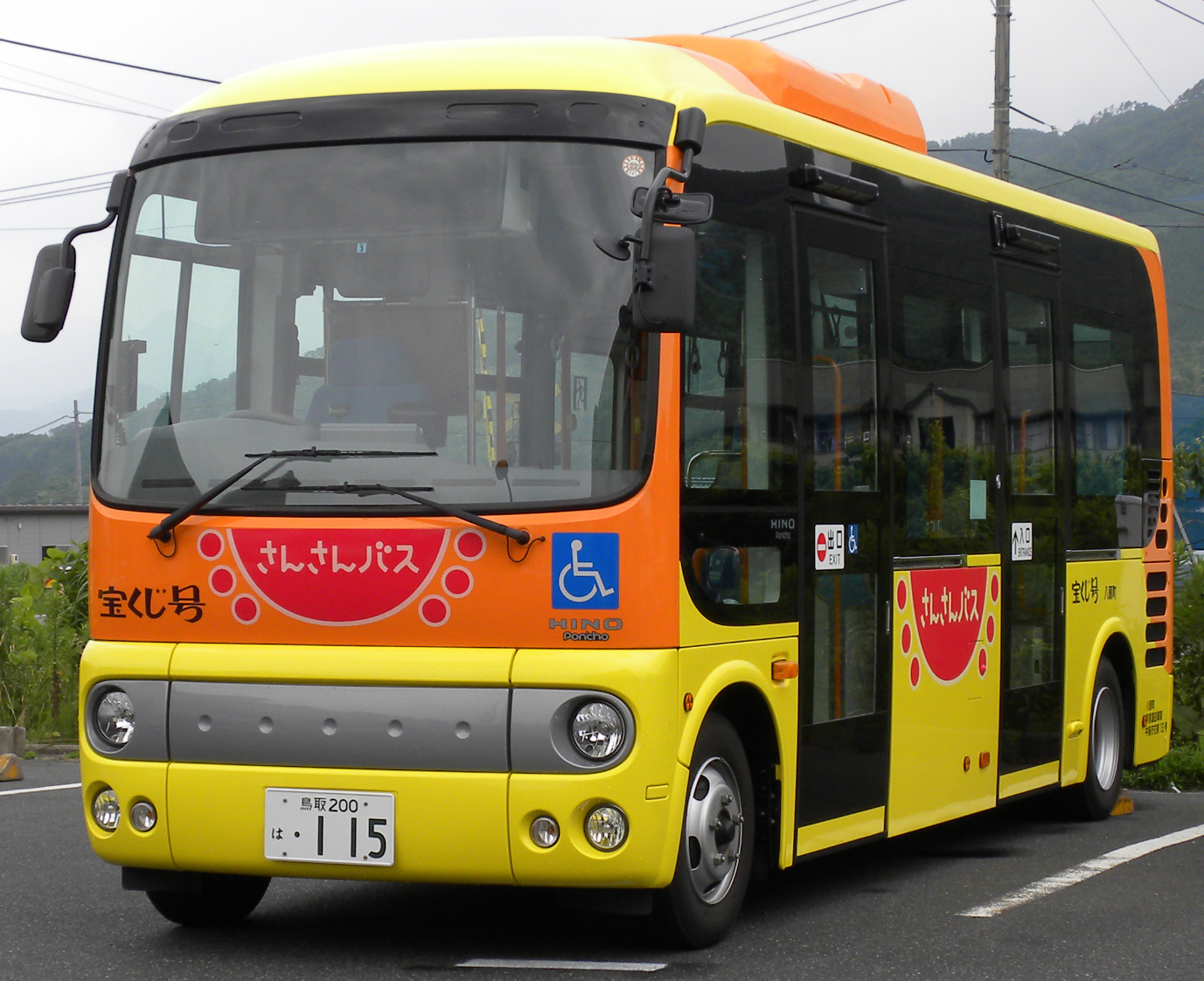
日野・ポンチョ（2010年6月）